# وندورف (مکلنبورگ-فورپومرن)
وندورف (به آلمانی: Wendorf) یک شهر در آلمان است که در فرپومرن-روگن واقع شده‌است. وندورف ۱٬۰۶۵ نفر جمعیت دارد.